# SaMASZ
SaMASZ – polski producent maszyn rolniczych i komunalnych z siedzibą w Zabłudowie.

## Działalność
Firma należy do czołówki europejskich producentów maszyn rolniczych do zbioru zielonki. Około 66% produkcji przedsiębiorstwa trafia na eksport.

### Produkty
- Ponad 300 typów maszyn: kosiarki (bijakowe, bębnowe, dyskowe), przetrząsacze, zgrabiarki, ramiona wysięgnikowe, pługi odśnieżne, posypywarki, zamiatarki, owijarki szeregowe i wozy paszowe.

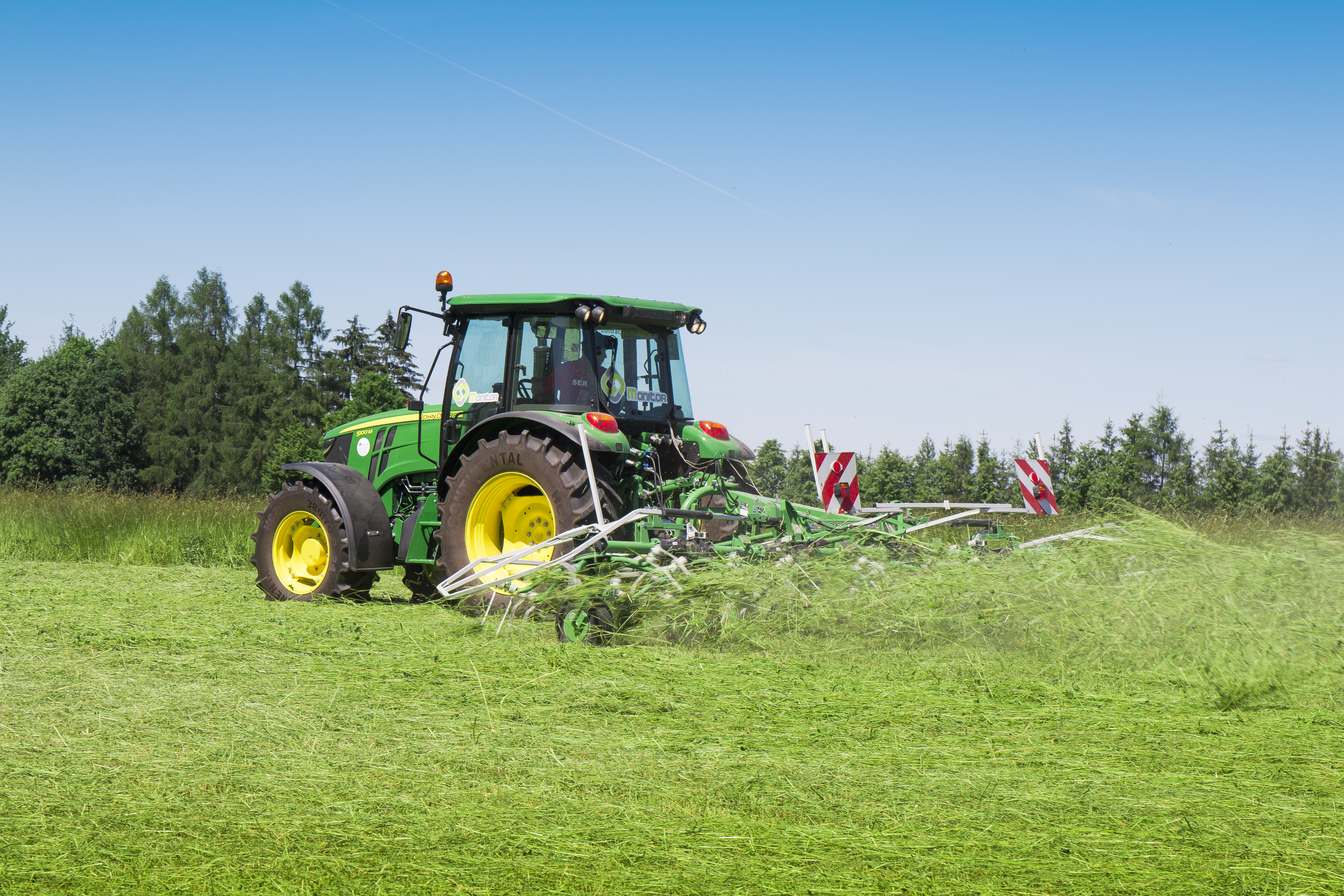
Przetrząsacz 6-karuzelowy SaMASZ P6-650

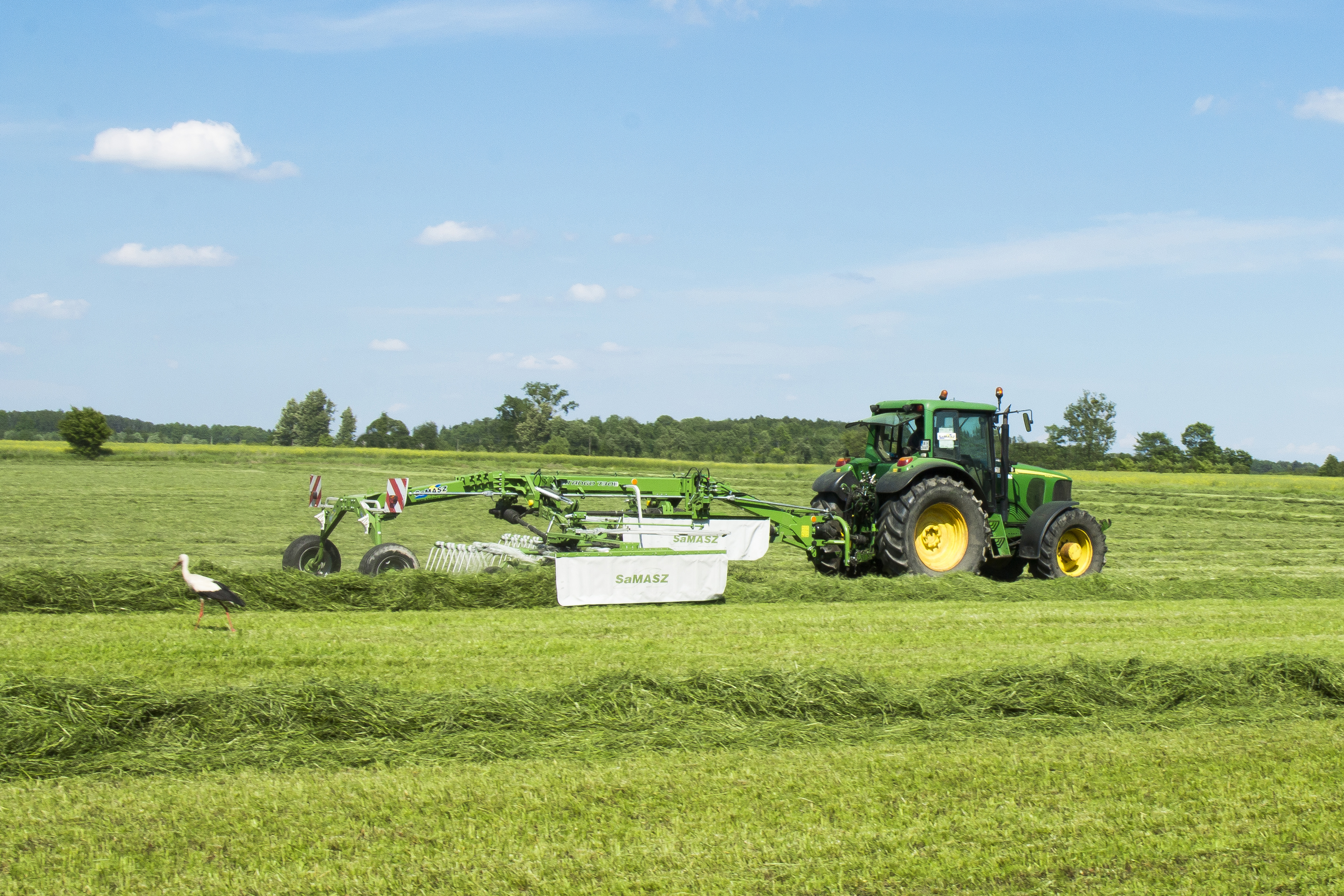
Zgrabiarka 2-karuzelowa SaMASZ Tango 730

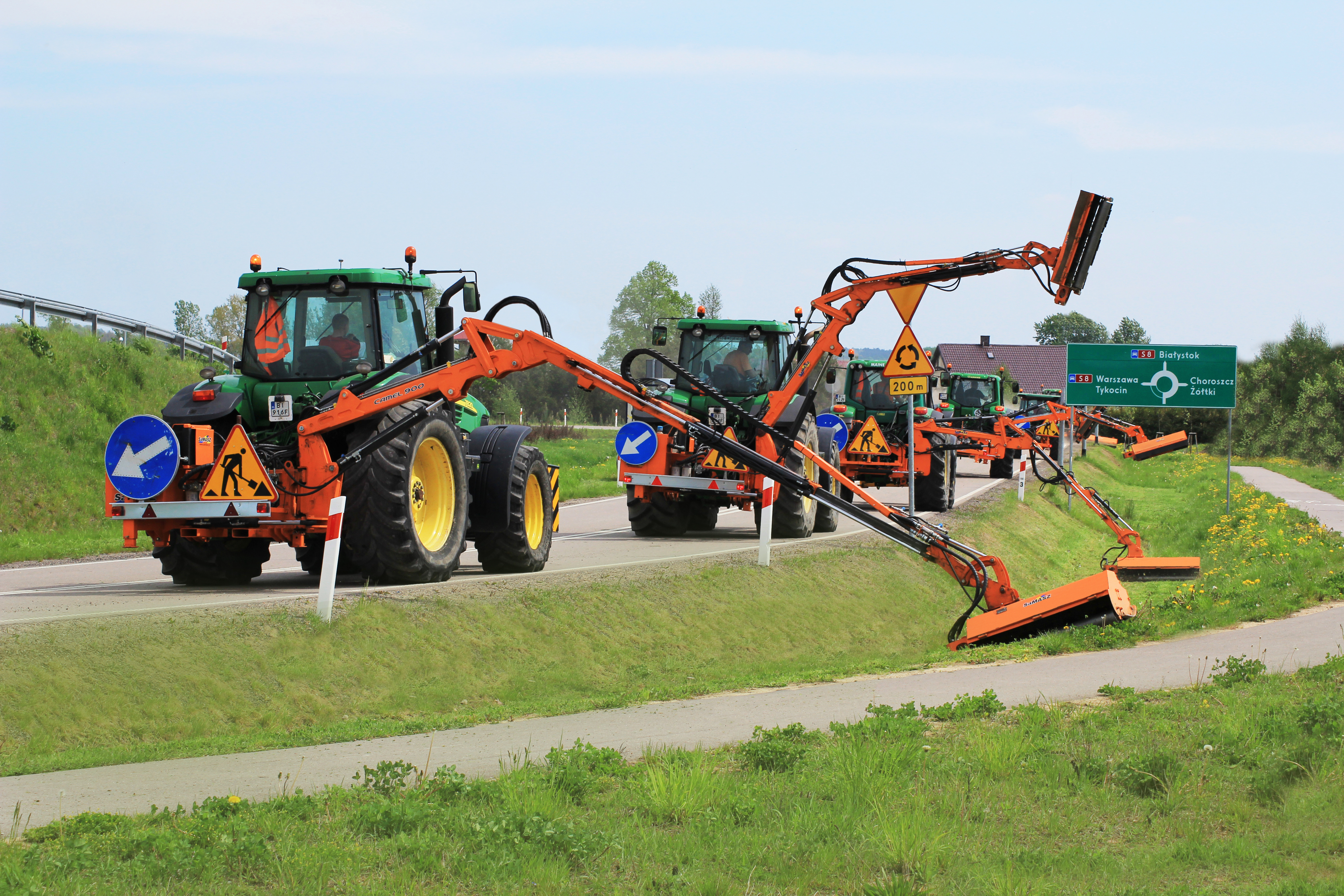
Ramiona wysięgnikowe SaMASZ KWT 651 EP

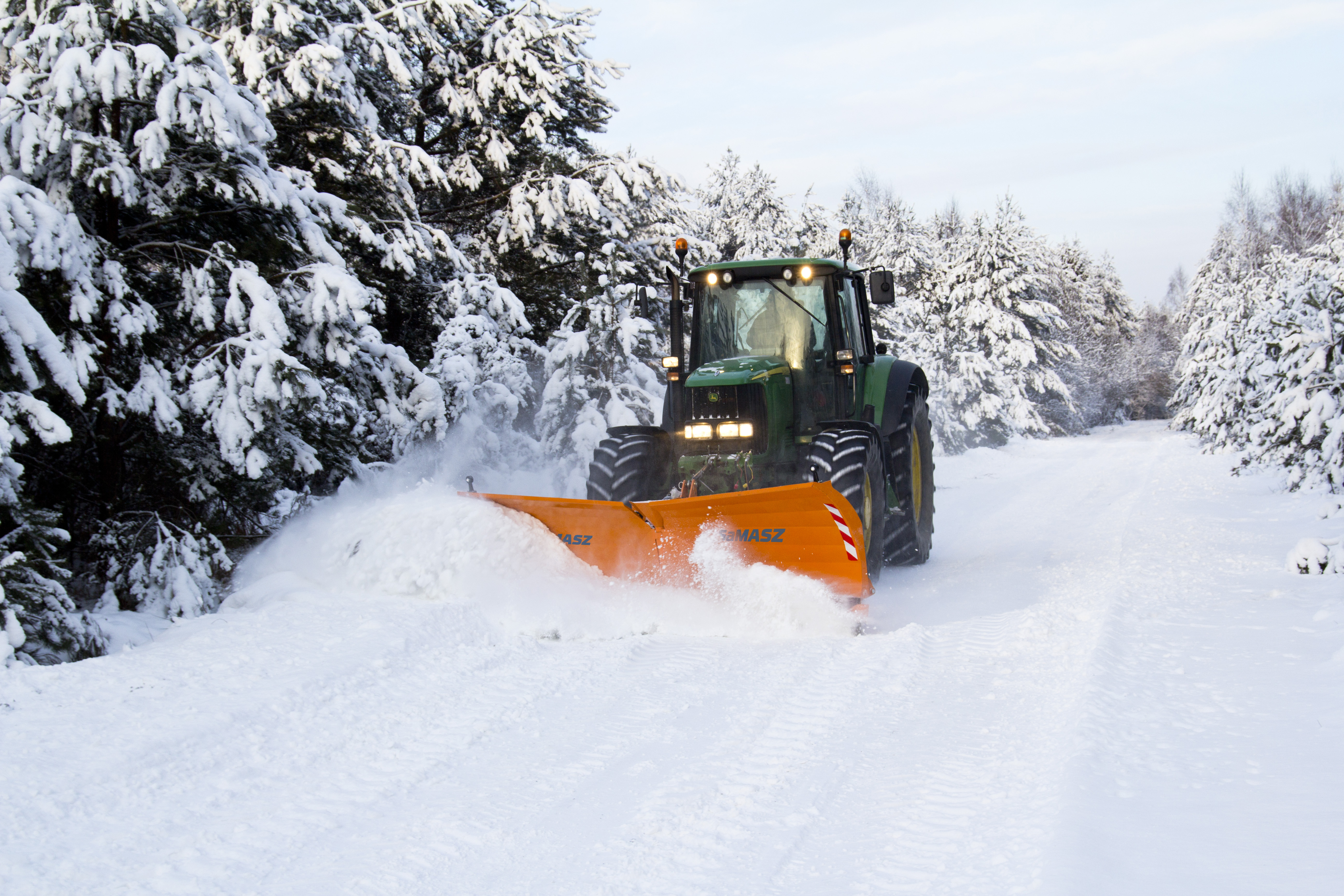
Pług odśnieżny SaMASZ AlpS 330

## Historia
- 3 lutego 1984 – założenie firmy przez inż. Antoniego Stolarskiego (Białystok ul. Kirkora), pierwszym produktem były kopaczki elewatorowe do ziemniaków[3]
- 1984 – SaMASZ produkuje i sprzedaje 15 kopaczek elewatorowych, zatrudnienie - 2 osoby
- 1986 – wyprodukowanie pierwszej kosiarki rotacyjnej (kosiarka bębnowa 1,65 m)
- 1984-88 – Zakład opuszcza łącznie 267 kopaczek
- 1988 – firma zatrudnia 12 pracowników i produkuje kosiarki bębnowe tylne o szerokościach roboczych 1,35 i 1,65 m
- 1991 – 30.12.1991r.  Przeprowadzka do siedziby firmy na ulicę Trawiastą 15 w Białymstoku
- 1994 – podpisanie umowy z firmą Fricke i rozpoczęcie eksportu do Niemiec, zmiana nazwy firmy na SaMASZ
- 1995 – SaMASZ sprzedaje 2704 kosiarki rocznie. Firma Fricke pozostaje do dzisiaj największym klientem firmy SaMASZ
- 1998 – rozpoczęcie produkcji kosiarek dyskowych, eksport przekracza 60%
- 2000 – Rozszerzenie oferty kosiarek dyskowych o kosiarki czołowe: bębnowe i dyskowe
- 2001 – otrzymanie certyfikatów Niemieckiego Zrzeszenia Rolniczego DLG dla trzech kosiarek o szerokości 1,35; 1,65 i 2,1 m, które spełniły wymagania DLG-Signum Test[4]
- 2002 – wyprodukowanie 27,5 tysięcznej kosiarki[3]
- 2003 – Uzyskanie znaków DLG Signum Test dla kosiarek bębnowych tylnych
- 2004 – Znaki DLG Signum Test dla kosiarek bębnowych 2,65 m. W ofercie pojawiają się kosiarki dyskowe ze zgniataczami pokosu dla roślin motylkowych. Szersze wprowadzenie na rynek kosiarek bijakowych. Obchody 20-lecia firmy
- 2005 – Uzyskanie Certyfikatu ISO 9001 i certyfikatów rosyjskich dla kosiarek dyskowych
- 2007 – wprowadzenie do produkcji nowej listwy tnącej Heavy Duty. Sprzedaż 300 kosiarek dyskowych do Finlandii, która staje się, drugim po Niemczech, rynkiem eksportowym
- 2008 – wprowadzenie do produkcji zestawów kosiarek MegaCUT i GigaCUT[5] o szerokości koszenia 8,60 m i 9,40 m, wyprodukowanie 50 000 kosiarki[6]
- 2009 – debiut na największych targach techniki rolniczej na świecie - AGRITECHNICA Hannover 2009
- 2010 – wprowadzenie do oferty pługów odśnieżnych serii PSV i Alps, początki serii pługów PSS i PSC, dolącza do grona sponsorów: "Jagiellonii Białystok" oraz "AZS  Białystok". Od dłuższego czasu SaMASZ jest także sponsorem klubu motocyklowego "OFF ROAD - BIAŁYSTOK"
- 2011 – nowa listwa tnąca PerfectCUT, nowa seria kosiarek bębnowych tylnych K4BTC zastępująca model Z 154, nowa seria kosiarek dyskowych tylnych KT o szerokościach roboczych 2,60; 3,00 i 3,40 m.
 Od 1.01.2011 "SaMASZ" funkcjonuje jako spółka z o.o.
- 2012 - w wykupionej hali od Białostockiego Przedsiębiorstwa Instalacji Elektrycznych przy ul. Kombatantów powstaje Wydział Obróbki Skrawaniem[7], firma "EIBL & WONDRAK" wyłącznym dystrybutorem maszyn i części SaMASZ w Austrii, wejście na rynek koreański oraz japoński Wprowadzenie na rynek nowości: zgrabiarka szeregowa DUO 680[8], kosiarki wysięgnikowe : Koliber 400, Camel 900 oraz głowica kosząca Lama 120[9], kosiarka bijakowa samozbierająca ze zbiornikiem - EMU 160 S, kosiarka bijakowa samozbierająca z wysokim wysypem - EMU 160 Up[10], małe pługi do ciągników komunalnych - Smart i Lite 150, pługi śnieżne TORNADO, STORM, NIVO,PSS Safe i PSC Safe, posypywarka samozaładowcza SAHARA
- 2013 – Wprowadzenie na szeroką skalę technologii zrobotyzowanych stanowisk  spawalniczych, firma Saphir zostaje naszym wyłącznym importerem na terenie Niemiec, udział w największych zagranicznych targach rolniczych: Agritechnika Hannover, Sima Paryż i Lamma Show
- 2014 – Obchody 30-lecia firmy[11][12] Uroczysta gala miała miejsce w sobotni wieczór 29 marca 2014 r. w Operze i Filharmonii Podlaskiej w Białymstoku[13], Organizacja konkursu „Wygraj Auto z SaMASZEM”, w którym główną nagrodą był samochód terenowy Ford Ranger Limited 4x4[14] Założenie spółki w Rosji - SaMASZ RU Wprowadzenie na rynek nowości: seria kosiarek Samba o szerokościach roboczych 1,60; 2,00; 2,40 i 2,80 wyposażonych w listwę tnącą LiteCUT charakteryzująca się lekką konstrukcją[15], zgrabiarka ciągniona UNO 410, uzupełnienie gamy kosiarek bijakowych: Piko, Grino, Mamut, Rio, Kangu[16], myjka do znaków Roller, pługi klasy lekkiej Smart 4x4[17], City UP, klasy średniej UNI i super ciężkiej Olimp[18], posypywarka ciągniona serii Gobi
- 2015 - został ustanowiony światowy rekord Guinnessa – w czasie ośmiu godzin zostało skoszone ponad 96 ha nierównych łąk torfowych na terenie gospodarstwa w Goślubiu należącego do Stadniny Koni Walewice zestawem kosiarek MegaCUT o szerokości roboczej 9,4 m sprzęgniętych z ciągnikiem Deutz-Fahr Agrotron 7250 TTV.[19][20], Rozpoczęcie eksportu maszyn do: Albanii, Algierii, Nowej Zelandii i Kanady. Otwarcie oficjalne przedstawicielstwa SaMASZ North America, LLC. Od kwietnia 2015 do USA trafiają regularne dostawy maszyn SaMASZ[21]. Sponsor załogi rajdów samochodowych "SaMASZ Rally Team" (Maciej Stolarski i Łukasz Struk)[22] Wprowadzenie na rynek nowości: wozy paszowe serii OptiFEED Uno i DUO[23], kosiarka dyskowa ciągniona KDC 341, kosiarka dyskowa frontowa TORO 300, kosiarka dyskowa z lekkim spulchniaczem oraz transporterem  BiCUT 301 SLTH, zgrabiarka 2-karuzelowa Z2-840, zgrabiarka szeregowa DUO 740, kosiarka bijakowa samozbierająca IBIS 150, zgrabiarka grzebieniowa TWIST 600, zgrabiarka 1-karuzelowa Z-440, pilarki tarczowe PT3-190, PT4-250, kosiarka bijakowa GRINO 160, posypywarka SAHARA 200, posypywarkę VORTEX 600[24]
- 2016 - wmurowanie kamienia węgielnego pod budowę nowej Fabryki SaMASZ w Zabłudowie (22.10.2016 r.)[25]
- 2017 - rozpoczęcie eksportu maszyn do: Izraela, Cypru, Serbii[26]. Wprowadzenie na rynek nowości: kosiarka dyskowa tylno-boczna KDT 341[27], kosiarka dyskowa frontowa TORO 260 oraz TORO 340[28], przetrząsacz ciągniony P10-1200[29], zgrabiarka Z-301 oraz Z-351[30], zgrabiarka ciągniona UNO 440[31], kosiarka bijakowa MIDO 200[32]
- 2018 - 13 kwietnia 2018 uroczyste otwarcie nowej Fabryki SaMASZ w Zabłudowie[33]

### Nowa fabryka w Zabłudowie
Rozpoczęcie budowy 22.10.2016 (wmurowanie kamienia węgielnego), a 13.04.2018 uroczyste otwarcie i przeprowadzka do nowego zakładu w Zabłudowie.
w liczbach
- planowane zatrudnienie około 1000 osób
- powierzchnia terenu pod inwestycję: 26 ha
- powierzchnia hal produkcyjnych wraz z parkingiem i oczyszczalnią ścieków: 13 ha
- powierzchnia pól doświadczalnych: 6,5 ha
- powierzchnia użytkowa 4 piętrowego biurowca: 6,5 tys. m²
- powierzchnia Ośrodka Badawczo Rozwojowego: 2 tys. m²
- kubatura hal produkcyjnych: 270 tys. m³

## Nagrody i wyróżnienia
Firma „SaMASZ” zdobyła następujące nagrody oraz wyróżnienia:
- Nagroda dla kosiarki ciągnionej SaMASZ na Agropanorama 2005 w Kownie[34].
- Główna nagroda w kategorii „produkt roku” za zestaw kosiarek dyskowych – GigaCUT (na imprezie PODLASKA MARKA ROKU 2008)[35].
- Złoty medal za najlepszy produkt eksponowany na Międzynarodowych Targach Poznańskich – POLAGRA PREMIERY 2010 (za kombinację trzech kosiarek GigaCUT 860 ST)[36].
- Nagroda Hit Zielonej Gali 2011[37].
- Puchar Ministra Rolnictwa i Rozwoju Wsi za całokształt działań firmy (wyróżnienie zdobyde na XVII targach Agrotech w 2011 roku)[38].
- Wyróżnienie redakcji „AGRO” za zgrabiarkę 2-karuzelową Z 2-780 w Konkursie Maszyna Rolnicza Roku 2011[39].
- Trzy srebrne medale na targach AGRA 2012[40]
- Złoty medal Międzynarodowych Targów Poznańskich 2012[41]
- Superfirmy 2013[42]
- I miejsce w Ogólnopolskim Konkursie SIMP[43]
- Dwa medale na targach AGROTECH Kielce 2013[44]
- Firma przyjazna edukacji rolniczej 2014 i 2015.[45]
- II miejsce w konkursie „Najlepsze osiągnięcie techniczne 2014”
- Pracodawca Przyjazny Osobom Niepełnosprawnym 2014[46]
- Prezes Antoni Stolarski zostaje nagrodzony tytułem „Menedżera Roku 2014"[47]
- Motoidea Market Leader 2015[48]
- Orzeł Eksportu w województwie podlaskim w kategorii Najdynamiczniejszy Eksporter oraz Innowacyjny Produkt Eksportowy[49]
- Indeks Patriotyzmu Polskiego Biznesu 2015[50]
- Dwa Złote Medale Międzynarodowych Targów Poznańskich 2016[51]
- Medal Zasłużony dla Rolnictwa oraz Odznaka Honorowa Województwa Podlaskiego dla Prezesa Zarządu SaMASZ Sp. z o.o. 2015
- Puchar Ministra Rolnictwa i Rozwoju Wsi w konkursie o Złoty Medal AGROTECH 2016[52]
- Podlaska Marka Roku 2017[53]